# آدم كيف
آدم كيف هو لاعب هوكي الجليد كندي، ولد في 26 أبريل 1984 في برامبتون في كندا.

## وصلات خارجية
- آدم كيف على موقع دوري الهوكي الوطني (الإنجليزية)
- آدم كيف على موقع EliteProspects.com (الإنجليزية)
- آدم كيف على موقع HockeyDB.com (الإنجليزية)